# Sibyl Colefax
Sibyl Colefax, née Halsey en 1874 à Wimbledon et morte le 22 septembre 1950, est une décoratrice d'intérieur anglaise et membre de la société mondaine britannique de la première moitié du XXe siècle.

## Biographie
Sibyl Haisley naît à Wimbledon dans une famille de la bonne société et habite à Cawnpore, aux Indes britanniques, jusqu'à l'âge de 20 ans, lorsqu'elle effectue son Grand Tour. En 1901, elle épouse l'avocat en brevets, Sir Arthur Colefax, qui est brièvement député pour la circonscription de Manchester South West en 1910. Le ménage s'installe à Chelsea à Argyll House (King's Road), et dans la maison de campagne d'Old Buckhurst dans le Kent. Très admirée pour son goût, elle se lance dans une activité de décoratrice d'intérieur, après avoir été presque ruinée à cause des conséquences du krach de 1929. C'est sa capacité à pouvoir créer des intérieurs colorés dans un style cottage, avec un budget moyen qui permet à Sybil de se faire un petit nom en tant que décoratrice d'intérieur lors de l'austérité de l'après-guerre en Grande-Bretagne. Pour trouver ses premiers clients, Sybil n'hésite pas à se servir de son formidable carnet d'adresse.
Avec sa popularité grandissante et sa formidable réputation en tant que ''lady decorator'' elle décide de fonder une compagnie de décoration intérieur, la société Sibyl Colefax Ltd.En plus d'être en avance sur son temps, elle entretenais des relations fortes et influentes notamment avec l'aristocratie britannique, la famille royale, notamment avec le duc de Windsor et Wallis Simpson, ainsi que de nombreux artiste populaire de l'époque, comme Charlie Chaplin et Cole Porter.
Lady Colefax meurt à son domicile de Lord North Street, à Westminster, le 22 septembre 1950. Harold Nicolson écrit un article empreint d'affection qui paraît quelques jours plus tard dans The Listener.

## Styles explorés par Sibyl Colefax
Sibyl Colefax explora une variété de styles dans ses intérieurs. Elle est connue pour le style cottage anglais qu'elle agence avec des éléments du style regency. Elle utilise une variété de couleurs pâles et recherchées. Plusieurs de ses intérieurs utilisent des imprimés de chintz anglais, un medium qu'elle travaille également au cours de sa carrière.

## Dans la littérature
Elle a inspiré, d'après l'historien d'art John Richardson, le personnage de Mrs Beaver dans le roman d'Evelyn Waugh, Une poignée de cendre, ainsi que celui de Mrs Aldwinkle dans Those Barren Leaves d'Aldous Huxley.

## Sa compagnie et son évolution
Elle peut acheter la division décoration des antiquaires Stair & Andrew de Bruton Street, à Mayfair, et fonde la société Sibyl Colefax Ltd en partenariat avec la comtesse Munster (Peggy Ward). Cette dernière se retire à cause d'une tragédie familiale et conseille à Lady Colefax de prendre John Fowler (1906-1977) comme partenaire, ce qu'elle fait en avril 1938, mais le déclenchement de la guerre met fin à ce partenariat. Elle organise alors pendant la guerre une soupe populaire. Elle organise aussi pour ses amis des déjeuners en petit comité au Dorchester, surnommés « ordinaires » après lesquels chaque invité recevait une petite facture.
En 1944, son affaire, gérée par John Fowler, prend une location au 39 Brook Street, à Mayfair, où elle demeure jusqu'en décembre 2016. En 1944, Sibyl Colefax vend son affaire à Nancy Tree (devenue Nancy Lancaster après 1948) pour environ 10 000 £. L'affaire est renommée « Sibyl Colefax & John Fowler Ltd », nom qui perdure pour la division décoration du Colefax Group Plc.
Les relations et le statut social de Nancy Lancaster permet à l'entreprise de croitre de façon exponentielle, ainsi, avec ses liens transatlantiques, Nancy Lancaster permet à Colefax Group Plc d'établir une relation de travail avec Sister Parish Design à New York.
En d'autres mots, '' Colefax and Fowler '' est donc maintenant une marque de produits utilisée par le Colefax Group Plc. Le ''Colefax Group Plc'' est à ce jour une compagnie international offrant une grande variété de tissus et papiers peints luxueux. Son expansion à l'internationale se traduit par le fait qu'ils ont maintenant des bureaux au Royaume-Uni, aux États-Unis, en France, en Allemagne, et en Italie. Cette compagnie est maintenant un endroit de prédilection où les designers peuvent se procurer des produits de qualité, ayant le choix à travers de nombreuses collections.
La firme de design qu'elle a fondé avec John Fowler est maintenant la plus vielle firme de décoration intérieure en Grande-Bretagne. Elle compte maintenant sept décorateurs indépendants, qui sont supervisés par un architecte en décoration intérieure.

## Biographie
- (en) Kirsty McLeod, A Passion for Friendship, Michael Joseph, Londres, 1991.
- (en) Brian Masters, Great Hostesses, Constable, Londres, 1982.
- (en) Martin Wood, John Fowler, Prince of Decorators, Frances Lincoln, Londres, 2007.